# Martin Kierszenbaum
Martin Kierszenbaum (auch bekannt unter seinem Künstlernamen Cherry Cherry Boom Boom) ist ein US-amerikanischer Songwriter und Musikproduzent sowie der Gründer von Cherrytree Records. Er produzierte und schrieb unter anderem Lieder für t.A.T.u. und Alexandra Burke und arbeitete mit Lady Gaga.
Kierszenbaum wurde als Sohn zweier argentinischer Wissenschaftler geboren. Mit 10 Jahren begann er, Klavierunterricht zu nehmen und schrieb und komponierte erste Lieder. Während seiner Collegezeit spielte er in einer Band namens Maroon, bevor er nach dem College für PolyGram arbeitete. Einige Zeit später arbeitete er dann für Interscope Records. Für den italienischen Tenor Alessandro Safina arrangierte Kierszenbaum die Ausstrahlung einer Konzertaufzeichnung im US-Fernsehen. Das Konzert wurde einen Monat nach den Terroranschlägen vom 11. September 2001 ausgestrahlt und erreichte dadurch keine große Aufmerksamkeit. In den Niederlanden war Safina erfolgreicher und konnte dort 250.000 Exemplare seiner Alben und Singleauskopplungen absetzen. Gemeinsam mit Trevor Horn produzierte Kierszenbaum 2002 das englischsprachige Debütalbum von t.A.T.u. Er reiste im Zuge der Albumpromotion nach Japan, um dort einen Künstler dazu zu bringen, eine japanischsprachige Coverversion von t.A.T.u.s All the Things She Said zu veröffentlichen. Diese Version wurde an diversen Stellen Japans dann auch gespielt, sodass t.A.T.u.s Album 200 km/h in the Wrong Lane bekannter wurde und allein in Japan über 1,7 Millionen Mal verkauft wurde. Wegen dieser Erfolge gewährte ihm der Vorsitzende von Interscope, Jimmy Iovine, ein eigenes Plattenlabel, welches er in Anspielung auf seinen Namen Cherrytree Records nannte. 2005 arbeitete Kierszenbaum erneut als Produzent für t.A.T.u., diesmal für die beiden Alben Dangerous and Moving und Ljudi Inwalidy. Im gleichen Jahr nahmen The Midway State mit Lady Gaga ein Peter-Gabriel- und Kate-Bush-Cover  von Don’t Give Up von 1986 auf. Der Song ist offiziell unveröffentlicht. Eine Bootleg-Version ist jedoch auf YouTube zu finden. Produziert wurde diese Version von Martin Kierszenbaum und Gavin Brown. Darüber hinaus existiert eine Studio-Version von 2012.
Das Label Cherrytree Records hat inzwischen Künstler wie LMFAO, Natalia Kills oder Tokio Hotel unter Vertrag. Der erste große Erfolg konnte mit Leslie Feists „The Reminder“ gefeiert werden, das Lied wurde für eine iPod-Werbung verwendet und allein in den USA 370.000 Mal verkauft.
Kierszenbaum veröffentlichte einige Tracks zusammen mit Lady Gaga, darunter Eh, Eh (Nothing Else I Can Say) und Christmas Tree. Auch an Songs von Far East Movement, Space Cowboy und Colby O’Donis wirkte er mit.